# Lista de personagens de Yu Yu Hakusho
Yu Yu Hakusho é uma série de mangá escrita e ilustrada por Yoshihiro Togashi. Entre o elenco bastante diversificado de personagens fictícios está Yusuke Urameshi, protagonista, como um punk típico e aluno da escola Sarayashiki com passatempos não tão típicos. Depois de morrer e ser ressuscitado, ele se torna o detetive de eventos paranormais no mundo dos vivos. Entre outros personagens predominantes que consistem em Yusuke e sua família, estão colegas de escola, amigos, aliados em seu trabalho de detetive, bem como seus superiores no Mundo Espiritual com relatórios de casos. O garoto começa seu trabalho no Mundo dos Homens, mas acaba viajando para o submundo e, eventualmente, para o "plano do demônio". Em cada caso, o personagem se compromete, encontrando vários novos inimigos e aliados. Esta série teve início na década de 90, entre os anos de 1992 e 1994.

## Protagonistas

### Yusuke Urameshi
Yusuke Urameshi (浦飯 幽助, Urameshi Yusuke) é um aluno que frequenta a escola Sarayashiki. Tem 14 anos (17 anos na série live action) e gosta de cabular aulas no telhado da escola. Está constantemente metido em brigas e seu comportamento lhe rendeu o título de delinquente. Ele é odiado pela maioria dos seus professores e colegas, mas Yusuke demostra ser muito melhor do que muitos pensavam. Yusuke morre atropelado por um carro ao salvar uma criança pequena de ser atropelada. Tal ato altruísta pega o submundo de surpresa e como eles não têm um lugar para Yusuke ainda, ele está autorizado a voltar a seu corpo e retomar à sua antiga vida. No entanto, ao fazê-lo, é revelado que Yusuke tem uma energia espiritual muito forte e Koenma, filho de Enma Daioh, o Senhor do Mundo Espiritual, o recruta para ser um Detetive Sobrenatural e Yusuke passa a ser encarregado de investigar fenômenos sobrenaturais no Mundo dos Homens e capturar criminosos do submundo. Yusuke tem um pouco de afeição por sua amiga de infância Keiko Yukimura, que inicialmente tem um papel como "consciência" de Yusuke (certificando-se que ele vem para a aula e que se comporte corretamente) e mais tarde torna-se o seu interesse romântico. A mãe de Yusuke, Atsuko Urameshi, é uma alcoólatra e irresponsável. Ela engravidou de Yusuke quando era uma adolescente de 14 anos e criou o menino como mãe solteira.
O golpe mais comum de Yusuke é o Leigun (霊 丸, Leigan) onde sua energia espiritual está concentrada em seu dedo indicador direito e é disparada como um projétil, como se sua mão fosse uma arma. No começo, ele só era capaz de realizar um único disparo por dia, mas como Yusuke passa a treinar com a Mestra Genkai, ele se torna capaz de realizar vários disparos por dia, bem como desenvolver pequenas variações da técnica. Yusuke também é o descendente direto do rei demônio Raizen (embora nunca seja especificado se a relação é de um lado de sua mãe, do lado de seu pai, ou ambos).

#### Yusuke Yokai
É a transformação que Yusuke sofreu ao ser possuído por seu antepassado (Raizen) e ser tomado completamente pelo sangue do Clã Maligno na luta decisiva contra Sensui.

### Kazuma Kuwabara
Kazuma Kuwabara (桑 原 和 真, Kazuma Kuwabara) é um aluno que frequenta a escola Sarayashiki e tem 14 anos (17 anos na série live action) . Se dizia ser "o maior aluno bad boy da escola", mas não era nada comparado a Yusuke. Está constantemente brigando com Yusuke para provar que ele é o aluno mais forte da escola, mas nunca consegue. Ele tem uma paixão incomum por gatos e tem um gatinho de estimação chamado Eikitchi. Possui um sexto sentido muito avançado, embora não tão agudo como a sua irmã Shizuka. Yusuke usa isso para sua vantagem em sua tentativa de voltar à vida. Kuwabara acaba ajudando Yusuke na maioria dos casos e ganhando poder sobre a sua própria energia espiritual, que ele exerce em forma de uma espada chamada Lei Ken (霊 剣), embora seu estilo de esgrima seja um pouco desajeitado e até previsível, devido a sua falta de treinamento como espadachim. Ele aprende a desenvolver essa energia muito rapidamente, bem como, mais tarde, ser capaz de empunhar duas espadas espirituais ao mesmo tempo. Kuwabara sente por Yukina, irmã de Hiei, uma forte paixão e paga os piores micos para conquistá-la.

### Kurama
Kurama (蔵 馬) é um ladrão youkai que, depois de ter sido mortalmente ferido por um caçador, funde sua alma com o corpo de uma criança que estava prestes a nascer. Esta criança nasceu recebendo o nome de Shuichi Minamino (南 野 秀 一, Shuichi Minamino), um ser humano com cabelos ruivos e olhos verdes. Tem 15 anos (18 anos na série live action) e mantém os seus poderes de youkai em um nível inferior. Tinha originalmente planejado voltar à sua forma de youkai depois de regenerar os seus poderes, mas mudou de ideia quando ele percebe que ama sua mãe humana. Eles têm um vínculo que Kurama não suporta quebrar e assim permaneceu como Shuichi no Mundo dos Homens. Ele conhece Yusuke enquanto fazia parte dos Três Ladrões que roubam os Três Artefatos Perigosos do Mundo Espiritual. No entanto, ele usa um dos artefatos roubados para curar sua mãe de uma doença terminal, mas custando a sua vida. Yusuke salva a vida de Kurama e eles se tornam amigos e aliados.
Kurama usa seus poderes para assumir o controle sobre as plantas, incluindo sua arma de assinatura, uma rosa que ele transforma em um chicote com espinhos capazes de cortar até mesmo o aço. Ele também possui um talento para o pensamento analítico, o que lhe permite avaliar os pontos fortes e fracos de seus adversários e formular estratégias eficazes. Em sua forma original, Kurama possui longo cabelo loiro-platinado e unhas afiadas, orelhas pontudas e uma cauda. Assim seus poderes são ampliados e ele se torna capaz de criar plantas demoníacas que possuem vários atributos e poderes altamente formidáveis. No final do mangá é revelado que Kurama passa a trabalhar na empresa de seu padrasto.

#### Yoko Kurama
É a verdadeira forma de Kurama, uma lendária raposa de três caudas conhecida como Youko. Nesta forma, ele era um famoso ladrão das Trevas.

### Hiei
Hiei (飛 影) Hiei é apresentado como um dos primeiros vilões da série, mas conforme a história prossegue, ele se torna um dos personagens principais, sendo assim considerado por muitos um anti-herói. Inicialmente um ladrão que fugiu do Mundo das Trevas para o Mundo dos Homens, Hiei é detido pelo protagonista e detetive sobrenatural Yusuke Urameshi e, posteriormente, se torna um de seus parceiros, bem como seu rival.
Hiei é um youkai misterioso nascido de uma Kiyohime (Mulher de Gelo que, no folclore japonês, se transformou em um dragão). Na Terra tem 12 anos (15 anos na série live action). Tem uma irmã gêmea chamada Yukina e tem um afeto muito grande por ela, apesar dela não ter conhecimento de que Hiei é seu irmão gêmeo. Hiei foi separado de sua mãe por levar a fama de Criança Impura (Órfão Maldoso). Hiei implantou o Jagan (邪 眼, Sig. Terceiro Olho) em sua testa, que ele geralmente mantém coberto por um faixa. Este olho lhe dá muitos poderes, como hipnose, telepatia, clarividência, entre outros. Seu objetivo ao implantar o Jagan era encontrar o País de Gelo para matar todos os Youkais que vivem lá. Sua principal arma em combate é uma katana (espada tradicional japonesa) e seus principais ataques são as Chamas Negras Mortais (Kokuryuusha) e as Chamas Negras Mortais do Dragão Rei (Jaou Ensatsu Kokuryuusha), o seu último e mais poderoso golpe. Devido ao ambiente em que ele cresceu, Hiei é um excelente lutador de esgrima e tem uma velocidade sobre-humana. No final do mangá, Hiei é designado como um dos guardiões dos portais entre os reinos humanos e demônios.

#### Hiei Jaganshi
É sua forma demoníaca, adotada quando lutou contra Yusuke pela posse dos Tesouros do Mundo Espiritual.
Ele Também chega a se transformar e ficar nessa forma no Filme "Invasores do Inferno".

### Mestra Genkai/Lutadora Mascarada
Genkai (幻 海) é uma idosa especialista em artes-marciais que vive sozinha em um grande templo. Tem 67 anos e se torna encarregada pelo treinamento de Yusuke após este se infiltrar no torneio realizado por Genkai para encontrar um sucessor para a sua doutrina, o Leikou Hadouken, pois havia um demônio ladrão de doutrinas participando do torneio chamado Lando, que pretendia matar Genkai, mas que é impedido por Yusuke. Genkai é uma lendária mestra de arte-marciais conhecida no Ningenkai e no Makai. Há 50 anos, quando ela estava com 17 anos, Genkai e Toguro Ototo eram namorados e companheiros de equipe e, juntos, participaram do Torneio das Trevas. Depois de vencer o torneio, Toguro resolve se tornar um monstro, enquanto Genkai voltou para o mundo humano, criando uma divisão em seu relacionamento. Genkai entra no próximo Torneio das Trevas com Yusuke, disfarçando-se como a Lutadora Mascarada para mais uma vez enfrentar Toguro. Ela é morta durante o torneio, depois de um poderoso golpe de Toguro um dia antes da final e posteriormente foi ressuscitada após o termino da competição. No final do mangá, Genkai morre devido à velhice, deixando seu vasto conhecimento em batalha para Yusuke e seus amigos.

## Antagonistas/Vilões

### Gouki
Gouki (剛 鬼) é um dos ladrões do mundo espiritual que era aliado de Hiei e Kurama. Juntos se infiltraram no palácio do Mundo Espiritual roubando os Três Artefatos Perigosos do Mundo Espiritual. Gouki decide levar consigo a Bola Gaki, um dos artefatos roubados, que pode extrair e aprisionar a alma de qualquer ser humano. Ele usa o artefato para roubar a almas de crianças humanas, mas é impedido por Yusuke, que o derrota recuperando a Bola Gaki e devolvendo a alma das crianças.

### Lando/Shourin
Lando (乱 童) é um guerreiro demônio que participa no torneio realizado por Genkai para escolher o seu próximo discípulo. Ele participa do torneio com a intenção de absorver as técnicas da Genkai. Se disfarça como um monge (chamado Shourin) durante o torneio para não chamar a atenção. Derrota seu primeiro adversário com grande facilidade e em seguida enfrenta Kuwabara, Lando derrota Kuwabara e quebra os seus braços, provocando a fúria em Yusuke. Na final do torneio enfrenta Yusuke, que estava furioso pelo ele tinha feito com Kuwabara. É derrotado por Yusuke e depois é levado preso pela Botan.

### As Quatro Bestas
As Quatro Bestas (四 聖 獣, Shiseijū) são quatro demônios que governam uma parte do submundo chamado Cidade dos Demônios e os antagonistas do terceiro caso de Yusuke Urameshi como detetive sobrenatural. Os demônios deste grupo compartilham seus nomes com os quatro símbolos da astrologia chinesa.
- Genbu (玄武) é um demônio de corpo deformado com aparência similar ao uma tartaruga de rocha. Possui o poder de mover-se através das pedras, como se fosse parte do seu corpo. Genbu é derrotado em batalha por Kurama, que estava impressionado pela aparência deformada.
- Byakko (白虎) é um feroz tigre branco antropomórfico que pode transformar partes do seu cabelo em tigres ferozes, além de absorver a energia espiritual dos seus inimigos e pode ampliar seu próprio tamanho. Pode causar explosões sônicas de fogo pela sua boca. Byakko lutou contra Kazuma Kuwabara, perdendo a luta.
- Seiryu (青龍) é um poderoso dragão-demônio com uma incrível velocidade e controle reforçado sobre o gelo, permitindo que ele possa controlar a temperatura do ar ao redor do seu corpo, além de possuir um vasto arsenal de poderosos ataques de gelo, incluindo a sua técnica de assinatura, o Dragão de Gelo. Seu tamanho é inacreditável, chegando a medir 12 metros de altura. Tamanha é sua falta de piedade que matou Byakko por ter falhado. Seiryu lutou com Hiei perdendo o combate.
- Suzaku (朱雀) é o líder do grupo e um poderoso demônio que pode usar relâmpagos para golpear seus inimigos. É capaz de dividir-se em sete corpos poderosos que podem regenerar indefinidamente seu poder e reabsorver as cópias se curando no processo. Suzaku tem um pássaro de estimação, que é chamado de Muguru, que age como um servo e espião leal de Suzaku. Enfrenta Yusuke e, após uma árdua luta, é derrotado por ele.

### Time Lokiuyoukai
É a primeira equipe a ser enfrentada pela equipe de Yusuke no Torneio das Trevas. Eles são nomeados de Equipe Rokuyukai (六遊怪, Sig. Seis Espectros Errantes ou Seis Demônios). É um grupo que trata-se de youkais de alta potência no Makai, que têm pouco ou nenhum sucesso. Este grupo é patrocinado pelo humano Sukezo Gondawara (権 田原 助 造, Gondawara Sukezo). Este grupo é composto por:
- Zeru (是 流), que é um youkai com controle sobre o fogo, que é derrotado pelas Chamas Negras Mortais de Hiei.
- Roto (吕 屠) é um youkai misterioso que pode transformar seu dedo em uma foice. Ele pode facilmente descobrir a grande fraqueza dos inimigos para poder explorá-los. Ele inventa um esquema envolvendo a mãe de Kurama, mas Kurama consegue derrotar Roto.
- Linku (鈴 駒) é um jovem youkai que utiliza ioiôs como armas de combate. É brincalhão, infantil e muitas vezes se irrita com as pessoas que o rodeiam. Como parte do Time Lokuyoukai no Torneio das Trevas, Linku é o primeiro lutador em sua equipe a avançar no ringue e enfrenta Kuwabara, o vencendo pelas regras da luta. Tornou-se amigo do grupo de Yusuke e começa a treinar com Genkai para aumentar os seus poderes, ao ponto de poder destruir montanhas com seus ioiôs. Participa do torneio realizado no Makai vencendo no Bloco 8. Após sua luta, conhece Sasuga, uma youkai  que participa no Torneio do Makai. Ele imediatamente apaixona-se por ela e desiste de lutar.

- Chu (酎) é o verdadeiro líder do Time Rokuyukai. No Torneio das Trevas, Chu enfrenta Yusuke e prova ter uma aproximadamente igual a força de Yusuke, mas é derrotado. Chu se torna aprendiz da mestra Genkai para melhorar suas habilidades em batalha. Participa do o torneio realizado no Makai, mas é derrotado precocemente por Natsume no Bloco 97, uma youkai fêmea por quem Chu acaba se apaixonando.

### Time Dr. Ichigaki
É a segunda equipe que enfrenta o time de Yusuke no Torneio das Trevas. São liderados pelo Dr. Ichigaki. Kurama e Hiei acabam presos no deserto lutando contra dois membros menores do grupo, bem como o robô Gatusabal (ガタスバル) um protótipo desenhado pelo Dr. Ichigaki, que tem corpo inteiro coberto por um metal combinando aço com células orgânicas vivas. Isso deixa Yusuke, Kuwabara e Genkai para lutar contra os três membros restantes do grupo. Este grupo é composto por:
- En (円) ou M1, é uma garota de cabelos laranja cujos olhos estão sempre cobertos. É é muito ágil e usa argolas de energia espiritual. É controlada pelo Dr. Ichigaki, pois acreditava que Ichigaki iria curar seu mestre que estava sofrendo muito devido a uma doença. No fim da luta é libertada por Genkai e descobre que a doença do seu mestre foi causada pelo próprio Dr. Ichigaki.
- Ryou (魁) ou M2, é um homem de meia idade com cabelos e olhos negros. Seus cabelos são trançados e possui um grande bigode. Têm como habilidade criar uma grande barra de energia espiritual que ele usa para golpear e perfurar seus inimigos. É controlado pelo Dr. Ichigaki, pois acreditava que Ichigaki iria curar seu mestre que estava sofrendo muito devido a uma doença. No fim da luta é libertado por Genkai e descobre que a doença do seu mestre foi causada pelo próprio Dr. Ichigaki.
- Kai (梁) ou M3, é um jovem de cabelos castanhos que possui uma cicatriz acima de sua têmpora direita, que pode moldar uma das suas duas mãos em uma bomba de energia, a fim de proporcionar um impulso de palma que pode quebrar o chão ou atacar os órgãos internos do oponente. Com o fim da batalha, ele se oferece para ocupar o lugar de Kuwabara que estava ferido, mas Yusuke agradece, rejeitando a proposta. É controlado pelo Dr. Ichigaki, pois acreditava que Ichigaki iria curar seu mestre que estava sofrendo muito devido a uma doença. No fim da luta é libertado por Genkai e descobre que a doença do seu mestre foi causada pelo próprio Dr. Ichigaki.
- Dr. Ichigaki (イチガキ) é um malévolo cientista youkai que usava seres humanos para realizar seus experimentos. Ele engana três artistas marciais em trabalho voluntário para um experimento, em troca da cura de seu mestre de uma doença mortal. Ele, então, implanta sua criação nas costas deles, permitindo controlar suas mentes e aumentar suas habilidades em combate. É revelado que Ichigaki é aquele que originalmente tenha infectado o mestre dos jovens enganados, a fim de manipulá-los. Ele foi derrotado por Yusuke após atacar o trio de humanos controlados por Ichigaki, que foram libertados por Genkai.

### Time Mashoutsukai
É a terceira equipe a enfrentar o grupo de Yusuke no Torneio das Trevas. São um grupo de youkais ninjas que estão esperando para vencer no torneio para que eles possam reivindicar a ilha de hospedagem como sua casa. Este grupo é patrocinado pelo empresário Hukusho Kiruku (豚 尻). Este grupo é formado por:
- Gama (画 魔), um youkai extremamente rápido que luta com uma tinta misturada com seu sangue. Com esta tinta, Gama é capaz de elevar radicalmente sua energia espiritual, além de poder selar os movimentos e a energia dos seus adversários, caso acerte-os com sua tinta. Orgulhoso e muito honrado, acredita que escolher a morte para conseguir a vitória no futuro é o que deve fazer um verdadeiro ninja.
- Bakken (爆 拳), um youkai que pode controlar suas próprias glândulas sudoríparas, criando uma névoa espessa de suor. Têm o corpo cheio de cicatrizes e possui uma personalidade covarde. Segue a ideologia de que todos os que atrapalham devem ser eliminados. No Torneio das Trevas, Bakken enfrentou e venceu Kurama (no qual este já estava muito ferido por causa das lutas com Gama e Touya) e acabou derrotado por Yusuke.
- Risho (吏 将), um youkai com poder sobre a terra que é o líder da Equipe Mashoutsukai. Para ele, tudo que importa é vencer sem fazer esforço e, para isso, é capaz de qualquer truque sujo. Inscreveu-se no Torneio das Trevas almejando a luz do Ningenkai, mas é derrotado por Kuwabara, com o ânimo revigorado pela presença de Yukina.
- Touya (凍 矢, Tōya), um youkai conhecido como o "Homem de Gelo", pois controla o Gelo das Trevas. Uma das suas principais armas é uma espada feita de gelo que se forma em sua mão. Outro golpe muito usado por ele é a Flauta Metralhadora de Granizo. Touya enfrenta Kurama, perdendo para ele, mas como o costume de Kurama é não matar seus adversários derrotados, o deixa viver. Tornou-se parte dos "aliados" de Yusuke e começa a treinar com Genkai para melhorar os seus poderes ao ponto de poder congelar um lago inteiro instantaneamente. No Torneio realizado no Makai, venceu no Bloco 31, porém na fase seguinte perdeu para Kujou, um dos amigos de Raizen que possuía poderes de fogo, mas continuou a torcer pelo Time Urameshi (time dos heróis da série) dando a força para Yusuke e sua turma.
- Jin (陣), um poderoso youkai ninja conhecido como "Homem-Vento", pois controla o vento e o usa como sua principal arma em batalha. Jin pode voar em grandes velocidades e bloquear os golpes dos inimigos. Seu golpe de assinatura é girar o antebraço em alta velocidade, criando um tornado em torno dele, fazendo com que seus golpes saiam mais poderosos, mesmo causando danos quando ele erra o golpe. Têm uma personalidade forte. É orgulhoso e odeia receber ordens. Suas orelhas mexem quando percebe que o inimigo é muito poderoso. Possui um ótimo senso de humor, o que transformou a luta entre ele e Yusuke numa verdadeira piada. Perdeu para Yusuke, mas se tornou grande amigo dele. Junto com outros "aliados", torceu para que Yusuke vencesse Toguro. Após isto, treinou com Genkai aprimorando seus poderes ao ponto de poder criar furacões gigantescos. No Torneio do Makai, venceu no Bloco 46, mas perdeu para Souketsu, um dos amigos de Raizen, que também possuía poderes do vento.

### Time Uraotogi
A quarta equipe a lutar com a equipe de Yusuke no Torneio das Trevas. Esta equipe é composta por lutadores reunidos por Suzuki, que os equipados com armas apropriadas para que eles pudessem competir. Seus nomes, aparências e poderes são retirados de mitos do folclore japonês.
- Makintarou (魔 金太郎) (Uma paródia de Kintarō) é um ogro demônio que pode manipular a própria carne e os ossos do braço, aplicando o Punho da Caçada Diabólica (Ma Sa-shu Ken), onde ele transforma seu braço em uma poderoso machado. Ele é bastante musculoso com a pele negra, ele é muito arrogante.
- Uraurashima (裏 浦 島) (Uma paródia de Urashima Taro) é um demônio vermelho que empunhando uma vara de chicote de pescar e uma caixa de névoa que faz qualquer um que respira reverter a idade. No Torneio das Trevas, ele enfrenta Kurama despertando sua forma original, perdendo o combate.
- Kuromomotarou (黒 桃 太郎) (Uma paródia de Momotarō) é um youkai que pode se tornar imune a qualquer tipo de ataque que seu corpo tenha sofrido, e usando uma espécie de "bolinho" que pode curar suas feridas e transformando-o em uma espécie diferente de animal, tem no total 3 transformações: Macaco, Faisão e Cachorro, em ordem de força. No anime, ele é adversário de Hiei morrendo na luta contra ele.
- Shishiwakamaru (死 々 若 丸) (Uma paródia de Minamoto) é um guerreiro youkai com cabelos azuis e semelhante a um samurai. Têm como principal arma a espada sonora das trevas. Ele é o tipo de pessoa que faz jus ao ditado "Beleza é superficial", apesar da sua beleza, ele é impiedoso e quando fica nervoso se transforma em um monstro. Consegue derrotar Kuwabara com facilidade no Torneio das Trevas, mas não resistiu ao grande poder de Genkai. Shishiwakamaru diz que gostou de Genkai e se tivessem se encontrado em outra ocasião, eles teriam tido uma chance de se conhecerem melhor. Ele treinou com Genkai aprimorando os seus poderes. Ele participou do torneio realizado no Makai vencendo o bloco 33 com muita dificuldade, mas foi derrotado por Hokushin.
- Suzuki (鈴木) é um youkai que se destaca na criação de armas para os outros, ele possui belos ataques porém fracos, pois ele não dá muita importância para as lutas e sim para sua beleza. No passado ele lutou contra Toguro Ototo perdendo, e agora busca vingar sua derrota. Ele entra para o Torneio das Trevas se disfarçando como um homem idoso conhecido como Onjii. Ele enfrenta Genkai perdendo o combate de forma humilhante. Ele decide ajudar o grupo de Yusuke entregando uma porção chamada Fruto do Passado para o Kurama, que ajuda Kurama a controlar sua poderosa forma demoníaca, e a Kazuma Kuwabara entregou a Espada Experimental de Shishiwakamaru, sem a qual Kuwabara não teria conseguido derrotar o diabólico Toguro Ani. Durante o torneio realizado no Makai, Suzuki participa da competição vence o bloco 54, mas acaba perdendo em uma fase mais avançada.

### Equipe Toguro
A última equipe a enfrentar a Equipe Urameshi no Torneio das Trevas. Toguro Ototo luta sozinho contra a maioria dos adversários nas rodadas iniciais do Torneio das Trevas, com exceção da final do torneio em que todos os membros da equipe, participam da batalha contra o grupo de Yusuke.

#### Irmãos Toguro

##### Toguro Ototo
Toguro Ototo (戸 愚 吕 弟, Toguro-Otouto) é um ser humano transformado em youkai, por ter entregado sua própria alma às trevas para se tornar o ser mais poderoso da Terra, e permanecer sempre jovem. Toguro está sempre em companhia de seu irmão diabólico, Ani. Seu estilo de combate principal é a capacidade de regular a potência máxima liberta, variando de 0% até 100%. Com cada aumento na sua força vem uma explosão de energia, e seus músculos engrossam e crescem. Na potência máxima, sua aparência muda drasticamente, afetando até mesmo na cor da sua pele; isso exige que ele se alimente das almas de criaturas mais fracas ao redor para manter esse imenso poder. O passado de Toguro esconde um envolvimento com a grande mestra de artes-marciais Genkai, com quem participou de um antigo Torneio das Trevas, vencendo a competição. Toguro decide que não quer envelhecer e perder o seu poder. Isso se deu porque os discípulos de Toguro foram mortos por puro capricho por um youkai que era o preferido a vencer o Torneio das Trevas, mas que acabou morto por Toguro. Assim, como prêmio por ter ganho o Torneio, ele pede para ser transformado em um demônio. 50 anos depois, ele retorna ao Torneio das Trevas, pois encontra em Yusuke o adversário perfeito para usar todos os 100% de sua força. Ele morre em sua luta com Yusuke. Após a sua morte, Koenma oferece para Toguro uma sentença mais leve para os seus erros, no entanto, Toguro se recusa e pede a condenação mais dura que existe: 10.000 anos de tortura no inferno, com sua alma deixando de existir depois da sua condenação.

##### Toguro Ani
Toguro Ani (戸 愚 吕 兄, Elder Toguro) é o irmão mais velho de Toguro Ototo que é também o seu braço direito, apesar de ser um baixinho ele é um guerreiro extremamente cruel. Têm, a capacidade de regenerar partes destruídas dos seus corpo e mudar a forma de seu corpo, virando uma arma de ataque ou um escudo usado pelo seu irmão, ele também pode mudar algumas parte do corpo. A única maneira de vencê-lo é atingi-lo no coração ou no cérebro, mas a situação se complica, pois ele pode mudar seus órgãos de lugar. Assim como seu irmão, quando ele era jovem também vendeu sua alma para ficar sempre jovem, ele geralmente esta no ombro do seu irmão, e muitas vezes Ani luta ao lado dele. No Torneio das Trevas lutou contra Kazuma Kuwabara e foi vencido. Na explosão do estádio ele conseguiu se salvar graças a ajuda de Shinobu Sensui, aliando-se a ele. Mas Sensui ordena que Sadao Makihara devore Toguro, revelando ter sido inútil, pois Toguro assume o controle sobre o corpo de Sadao e adquire os poderes de Sadao, bem como de todas as pessoas que ele havia devorado. Ele é vencido novamente, dessa por Kurama na caverna de Sensui, capturando com um vegetal que aprisionou Toguro Ani em uma ilusão eterna, onde ele sonhará para sempre que esta golpeando e ferindo Kurama, sem conseguir matá-lo, deixando Toguro furioso, pois no sonho Kurama nunca para de rir e debochar de Toguro, mesmo sendo atacado. Kurama acrescentou que ele não merece nem o direito de morrer.

#### Karasu
Karasu (鴉, Sig. Corvo) é um guerreiro demônio que lutou com Toguro Ototo perdendo a luta e tornou-se um membro da Equipe Toguro, aguardando o melhor momento para se vingar dos irmãos Toguro. Karasu é um assassino sádico com o poder de criar explosivos mortais, além de introduzir estes explosivos nos corpos de suas vítimas, ele exibe um grande prazer em torturar e humilhar seus oponentes. Karasu usa uma máscara sobre a boca (no mangá ele usa um óculos bifocal sobre a máscara), que restringe os seus poderes instáveis, ele também é capaz de usar todo o seu corpo como um enorme explosivo. Karasu foi um dos adversários mais poderosos que Kurama teve que enfrentar. A luta foi complicada devido ao fato de Karasu ser forte, rápido e ser um demônio de categoria média. Karasu só revelou sua verdadeira forma em sua última luta contra Kurama, quando ele tirou sua máscara e revelou ser um demônio com cabelos loiros. Foi morto por Kurama em batalha, por não resistir ao ataque do Vegetal Sanguessuga de Kurama. Sua característica mais conhecida é sua louca obsessão não só por Kurama, mas também por todos que ele julga as pessoas por serem bonitas, ela as mata para que não envelheçam e fiquem feias. Ironicamente, mesmo perdendo a vida, venceu a luta contra Kurama por contagem de nocaute.

#### Bui
Bui (武威) é um guerreiro demônio que lutou com Toguro Ototo perdendo a luta. Para não morrer, se juntou a Toguro, fortalecendo-se no decorrer dos anos. Bui usa uma pesada armadura de batalha que serve para reprimir a sua energia, e empunha um machado maior do que seu próprio corpo. Apesar do seu poder ter sido grande o suficiente para repelir o poderosíssimo golpe Dragão Negro de Hiei, ele acabou derrotado. Bui então ordena que Hiei o matasse, pois havia prometido que não perderia mais até lutar contra os irmãos Toguro novamente. Hiei não o matou, alegando não gostar de receber ordens.

#### Sakyo
Sakyo (左 京, Sakyō) é o rico proprietário da equipe Toguro, que era membro do Black Black Club (Organização Fantasma), uma organização que realizava atividades ilegais envolvendo o mundo das trevas. Trajando um terno preto e com uma cicatriz passando pelo seu olho direito, Sakyo é um sociopata, que cresceu torturando e matando animais e pessoas. Ele acumula uma vasta fortuna, para realizar o seu maior sonho que é abrir um portal que ligasse o Mundo Humano (Ningenkai) com o Mundo dos Demônios (Makai). Sakyo nunca perdeu uma aposta e já chegou a apostar sua própria vida algumas vezes. Antes da luta final entre Yusuke e Toguro, ele aposta sua vida na vitória de Toguro. Após Toguro ser vencido por Yusuke, Sakyo morre na explosão do estádio onde a luta foi travada. Na adaptação para o anime, Sakyo forma uma ligação romântica com Shizuru, a irmã mais velha de Kazuma Kuwabara.

### Grupo Sensui

#### Shinobu Sensui
Shinobu Sensui (仙水 忍, Sensui Shinobu), também é conhecido como Dark Angel, e é um ex-Piloto de avião, que teve um senso de justiça muito forte. Seu poder é tão grande que Sensui estava na categoria S quando lutou com Yusuke. Ele foi recrutado como detetive sobrenatural muito jovem por Koenma. Sua visão sobre os demônios é alterada quando Sensui encontra com Itsuki, que implora por Sensui para poupar sua vida por um dia para que Itsuki pudesse ver o final de sua novela favorita, que era a novela favorita de Sensui. Itsuki e Sensui se tornaram amigos e parceiros, trabalhando juntos, começando a mudar a forma de pensar de Sensui. Durante uma missão Sensui veio em cima de um esconderijo, encontrando uma sala, onde os seres humanos estavam torturando os demônios até a morte, alterando completamente a forma de pensar de Sensui. Vendo a crueldade daqueles que ele sempre se empenhou em proteger serem os verdadeiros monstros, Sensui enlouqueceu e matou todos lá, e logo desapareceu, levando consigo O Capítulo Negro, uma fita de vídeo guardado nos cofres do submundo contendo imagens dos atos mais perversos cometidos pela humanidade.
Após ver a fita "Capítulo Negro", que possui um filme com as maiores atrocidades já cometidas pela humanidade, ele desenvolve uma doença psicológica chamada “Transtorno dissociativo de identidade” (a pessoa que sofre com este transtorno passa a criar personalidades para encarar situações traumáticas que normalmente ela não teria estabilidade de enfrentar.), desenvolvendo, assim, 7 personalidades. Apenas quatro das suas personalidades alternativas são mostradas na série, e elas são as seguintes:
- Minoru – Um orador carismático, que estava sobre controle de Sensui, durante sua primeira aparição.
- Naru - Uma personalidade feminina, que escreve poesias, segundo Itsuki.
- Kazuya - Um sádico psicopata que controla Sensui na luta com Yusuke Urameshi, pois Yusuke desafiou Minoru para um duelo.
- Shinobu - O líder e a mais forte das personalidades de Sensui. Nada mais é do que uma condensação das outras 6.

As outras 3 personalidades são:
- Jooji - Uma das personalidades que não foi explorada no anime, ele é especialista em armas de fogo e um ótimo estrategista de guerra e de lutas em grupo (o autor deixa no ar a possibilidade de ter sido ele que implantou a arma sólida no braço para que  Kazuya pudesse usar futuramente como um de seus principais golpes). Tem um temperamento forte e trata os outros como desprezíveis já que detesta seres humanos assim como todas as outras personalidades, ainda que seu desprezo soe mais como se tivesse nojo, ao contrário de Kazuya que é repleto de ódio.
- Makato - O Makato nada mais é do que uma personalidade que fica com as tarefas domésticas como limpar, cozinhar, fazer compras. É a mais extrovertidas personalidades de Sensui (talvez a única capaz de ter um bom senso de humor).
- Hitoshi - Hitoshi é a personalidade que ainda é capaz de sentir amor. Sendo ele destinado aos animais e plantas (Vítimas dos seres humanos na mente de Shinobu), talvez tenha sido essa personalidade que convenceu as outras sete que não deviam destruir o mundo, mas sim se livrar apenas do que causava todo o mal, os seres humanos. Ele tem facilidade em se relacionar com animais, possivelmente deve conhecer muito sobre plantas, coisas como cura, cultivo dentre tantas outras coisas.

Formou um grupo composto por pessoas que representavam cada um dos 7 pecados capitais: Kamiya a Ira, Makihara (ou Gourmet) a Gula, Amanuma a Preguiça, Mitarai a Inveja, Sniper o Orgulho, Itsuki a Luxúria e Toguro Ani a Avareza. Três das personalidades de Sensui também representava pecados capitais: Naru a Luxuria, Minoru o Orgulho e Kazuya a Ira.
Com a ajuda de Itsuki e de seus comparsas resolveu abrir o buraco que ligava o Makai com o Ningenkai. Durante sua luta com Yusuke, Yusuke é possuído por Raizen e consegue derrotar Sensui, que é morto. Porém, Itsuki leva seu corpo para, numa outra, dimensão, impedindo que sua alma chegar ao Mundo Espiritual.

#### Itsuki Yaminade
Itsuki (樹), também conhecido como Gate Keeper (闇 撫 の 樹), é um demônio com o poder de atravessar as dimensões, e o responsável pela abertura do portal que separa o Makai do Ningenkai. Itsuki é o melhor amigo de Shinobu Sensui, se referindo ao seu primeiro nome. Conheceu Sensui quando este tinha 16 anos, Sensui deixou Itsuki viver para assistir ao último capítulo da sua novela favorita (que também era a novela favorita de Sensui). Ele é calmo e controlado, e esconde seu verdadeiro poder, que chega a ser superior ao poder de Kurama ou Hiei. A maior parte do tempo, não parece se importar muito com os objetivos de Sensui. Com a morte de Sensui por Yusuke, Itsuki explica para Yusuke sua história, e revela não estar entusiasmado com os planos de Sensui, mas era devotado sim, mas ao próprio Sensui. Então, no fim, ele não permite que toquem no corpo de seu parceiro. Ao invés disso, ele o leva para outra dimensão impedindo que sua alma vá para o Reikai e onde ele poderia descansar em paz por toda a eternidade.
Itsuki é um dos personagens favoritos do autor de Yu Yu Hakusho, Yoshihiro Togashi.

#### Kaname Hagiri
Kaname Hagiri (刃霧 要, Kaname Hagiri), também conhecido como Sniper (狙 撃 手), é um ser humano que desenvolve poderes sobrenaturais, como resultado do buraco aberto por Shinobu Sensui que liga o Mundo dos Homens e o Mundo das Trevas. Ele pode canalizar a sua energia espiritual  em objetos e os atirar com a força de uma bala, e também tem a habilidade de colocar o "Alvo da Morte" nos oponentes, que ficam como marcas de alvos no corpo e tudo o que estiver em volta da pessoa em que estiver os alvos é disparada contra ela. Hagiri é derrotado com facilidade por Hiei, e apesar de aparentar ter morrido no combate, é revelado que Hiei apenas nocauteou ele, para não precisar matá-lo. Mais tarde,ele encotra com Doutor para uma conversa é visto pela última vez ao lado de sua irmã que  tem a capacidade de ler a memória de seres vivos. Provavelmente a irmã dele é Maya, ex-namorada de Kurama cuja memória sobre seu relacionamento com ele foi apagada pelo mesmo, como a base para esses poderes espirituais são a afinidade, e a irmã do hagiri lê as memórias então é possível que ela seja Maya, depois de estar na companhia de sua irmã Hagiri persegue um grupo de valentões que matou um gatinho de rua. Ele disse ter desaparecido após terminar o segundo grau.

#### Minoru Kamiya
Minoru Kamiya (神 谷 実, Kamiya Minoru), também conhecido como Doctor (医 者), é um ser humano que desenvolve poderes sobrenaturais, como resultado do buraco aberto por Shinobu Sensui que liga o mundo dos humanos e o mundo dos demônios. Como médico, ele viu muitas formas cruéis de morrer e decidiu que ser morto por um Yokai (Demônio), seria uma boa maneira de morrer. Em sua última aparição, Minoru consegue escapar da prisão, e ressuscita Sniper, reconstruindo o novo rosto para fugir da polícia. Ele então criou um negócio que chamou de "mãos milagrosas", onde ele usa seu poder para salvar inúmeras vidas.

#### Kiyoshi Mitarai
Kiyoshi Mitarai (御 手洗 清 志, Mitarai Kiyoshi), também conhecido como Seaman (水兵), é um ser humano que desenvolve poderes sobrenaturais, como resultado do buraco aberto por Shinobu Sensui que liga o mundo dos humanos e o mundo dos demônios. Ele é tem o poder de criar monstros misturando seu sangue com água. Vai atrás de Kazuma Kuwabara, que o vence mas não o mata, e sim o leva para casa de Yusuke. Lá ele recebe os cuidados necessários para se curar, e repensa sua postura em relação aos seres humanos e decide ajudar Yusuke e seu grupo na luta contra Sensui, os infiltrando na caverna de Sensui e ajudando a vencer Tsukihito Amanuma. Após a luta com Sensui, ele vive uma vida normal e entra no melhor colégio da cidade.

#### Tsukihito Amanuma
Tsukihito Amanuma (天 沼 月 人, Amanuma Tsukihito), também conhecido como Game Master (遊 熟 者, Sig. ‘’Mestre do Jogo’’), é um ser humano que desenvolve poderes sobrenaturais, como resultado do buraco aberto por Shinobu Sensui que liga o mundo dos humanos e o mundo dos demônios. Ele era rejeitado pelos outros garotos da sua idade por causa do seu extremo amor por jogos de vídeo, desde que a maioria das outras crianças pratica esporte. Por estar sempre sozinho, ele se dedicava inteiramente aos jogos eletrônicos, virando um expert em videogame. Por se sentir só, resolveu se juntar a Sensui, seu território se localiza no meio da caverna, ali é inútil usar força física e sim deve obedecer as regras impostas por Amanuma. Para passar por Amanuma, Kurama o vence num jogo de Tetris após o desestabilizar psicologicamente, e morrendo no processo. Mas depois Koenma o ressuscita com o golpe Mafukan. Ele então volta ao colégio, mas dessa vez a coisa é diferente, pois ele está cercado de amigos.

#### Sadao Makihara
Sadao Makihara (巻 原 定 男, Makihara Sadao), também conhecido como Gourmet (美食家), é um ser humano que desenvolve poderes sobrenaturais, como resultado do buraco aberto por Shinobu Sensui que liga o mundo dos humanos e o mundo dos demônios. Sadao é capaz de devorar as outras pessoas, e ganhar os seus poderes, como ocorreu com o boxeador telepata Morita. Sensui ordena que Sadao devore Toguro Ani, e este conseguiu romper o "território" do estômago de Sadao e tomou conta de seu corpo. Mas ao lutar contra Kurama, ele é pego pela planta das trevas, e acaba preso em uma ilusão pela eternidade.

### Os Três Reis do Makai
São os três reis dos principais reinos do Makai (Mundo das Trevas) governados pelos youkais mais poderosos Yomi, Mukuro e Raizen. O Makai é formado por milhares de reinos, mas qualquer um desses 3 tem poder para conquistá-lo na sua totalidade caso seja vencida a guerra entre os 3.

#### Yomi
Yomi (黄泉) é um dos três grandes reis do Makai, que pretende governar todos os mundo, incluindo o Reikai (Mundo Espiritual) e o Ningenkai (Mundo dos Homens). Ele tem uma força e poderes extraordinários. Há cerca de 1.000 anos, Yomi era um ladrão e ao lado de Kurama estava fazendo seu nome crescer no Makai, até perder a visão ao cair em uma armadilha preparada por Kurama, que lhe queria ensinar a não ser tão ambicioso. Yomi então começou a treinar até se tornar um dos seres mais poderosos dos três mundos. Yomi deseja que seu filho Shura um dia se torne tão poderoso quanto ele. No torneio, Yomi primeiramente luta contra seu filho, Shura, e o derrota. Depois, ele luta contra Yusuke. No Mangá, a luta entre eles termina empatada, após lutarem 60 horas seguidas. Já na versão anime, ele vence Yusuke e venceu por muito pouco, quando ambos estavam prestes a desmaiar, ele ouve a voz do seu filho Shura e se mantém de pé. Yomi alega que Yusuke só perdeu por ser muito jovem ainda. Perdeu na luta em seguida, já não havia energia maligna suficiente para vencer. Após o fim do torneio, Yomi sai em peregrinação com Shura, para ensiná-lo novas técnicas e treiná-lo para o próximo torneio no Makai, no intuito de tornar Shura mais forte que Yusuke.

#### Mukuro
Mukuro (軀) é uma dos três grandes reis do Makai, que diferente de Yomi pretende apenas governar o Makai. Mukuro foi uma escrava sexual na sua juventude, seu mestre era um sujeito rico que forçava a figurar em seu harém particular. Para escapar do desejo doentio do seu mestre, ela decidiu queimar a metade do seu próprio rosto com ácido, ficando deformada; assim o seu mestre perdeu totalmente seu interesse nela, dando-lhe a chance de escapar. Através do seu imenso ódio, ela começou a desenvolver sua energia maligna, e luta após luta ela acumulou um enorme poder e influência suficiente para, se opor a Raizen. Apesar de Mukuro ser capaz de recuperar seu corpo, ela não o faz, por considerar isso como uma vitória. Mukuro desenvolveu várias técnicas de combates, entre elas o poder de cortar o espaço e tudo o que estiver nele. No torneio acabou lutando com Hiei, por quem sente considerável afeto, e o vence, cortando seu poderosíssimo Dragão Negro ao meio. Essa luta serviu para que ambos "esqueçam as marcas do passado" que os amarrava e atormentava a vida toda.
Logo após lutou com Natsume e vencendo-na. Mas depois teve que cair fora. Na verdade a força de Mukuro é totalmente influenciada pelo seu estado de espírito, quanto mais raiva e ódio ela sentir, maior o seu poder. Durante o torneio acredita-se que Mukuro estava lutando com 50% da sua força, pois o torneio era amigável. Caso seu poder estivesse em 100% seria difícil algum lutador vencê-la. Talvez nunca mais se veja a força real de Mukuro, pois após o torneio, Mukuro e Hiei deixam seu ódio para trás, devido a suas histórias de vida extremamente sofridas, os dois acabam se tornando amigos, diferente do que muitos pensam que eles não ficam juntos e nem se apaixonam um pelo outro.

#### Raizen
Raizen (雷 禪) é um dos três grandes reis do Makai que é considerado como o mais forte dos reis, também é chamado de "Deus da Guerra" e ancestral de Yusuke Urameshi. 700 anos antes de Yusuke nascer, Raizen era um jovem monstro, que constantemente devorara os humanos, até conhecer uma humana (ancestral de Yusuke). Raizen de início tentou se alimentar dela, mas não pode, pois o sangue dela era como remédio para os humanos e venenos para os demônios. Pela primeira vez, Raizen não pode evitar em se envolver com uma mulher a ponto de corteja-la. Raizen então decidiu parar de se alimentar e nunca mais comeu da carne humana. Raizen morre em meio ao seu encontro com Yusuke, após 1.000 anos sem comer. Assim como Mukuro, sua real força é desconhecida, pois quando ele surge na série, já estava muito debilitado e quase morto. Seu colega de luta e vencedor do torneio, Enki, diz a Yusuke que Raizen era muito mais forte que Mukuro e Yomi. Raizen é representado como o demônio mais forte que já habitou o Makai, ele é uma criatura muito antiga, que costumava visitar o mundo dos homens antes que a barreira entre os mundos fosse criada.

## Outros personagens

### Importantes em Todas as Sagas

#### Keiko Yukimura
Keiko Yukimura (雪村 螢子, Yukimura Keiko) é uma amiga de infância de Yusuke e sua colega de classe na escola Sarayashiki, ela na maior parte das vezes esta metida nas enrascadas que Yusuke apronta. A única pessoa capaz de controlar Yusuke é ela, pois o amor que ambos sentem um pelo outro fazer com que isso aconteça. Quando está furiosa tem o costume de desferir fortes tapas que deixam enormes marcas vermelhas nos rostos das pessoas, inclusive em Yusuke. Keiko esta sempre tentando levar Yusuke para participar das aulas e se comportar na escola, embora geralmente sem sucesso. Yusuke tenta manter seu trabalho como detetive espiritual em segredo, mas ela descobre sobre Yusuke durante o seu terceiro caso, quando ela é usada por uma das Quatro Bestas para deixar Yusuke furioso. Keiko se preocupa com Yusuke, mas sabe que ele é mais feliz lutando contra os demônios do que ter uma vida normal na escola. No final do mangá, Keiko começa a ir para a faculdade para ser professora.

#### Sr e Srª Yukimura
Eles são os pais de Keiko. Conhecem Yusuke desde que era pequeno, já que Keiko é sua amiga de infância.

#### Enma Daioh
É o rei do Reikai, que é o mundo espiritual, e pai de Koenma. Ele aparece poucas vezes. Primeiro, aparece logo nos primeiros episódios, dando 100 palmadas no bumbum do Koenma, após descobrir que alguns objetos do mundo espiritual foram roubados. Depois, ele aparece somente na Saga do Capitulo Negro, quando descobre que Yusuke possui sangue do Clã Maligno, e manda as tropas do Mundo Espiritual para matá-lo.
Ele mandou eliminar Yusuke porque caso ele se transformasse em Youkai, ele viraria um lutador classe S, e assim poderia trazer o caos para Ningenkai quando ele se transformasse em Youkai. Enma acreditava que se Yusuke morresse e virasse um Youkai, a sua alma também viraria um demônio.

#### Koenma
Koenma (コエンマ, Sig. Enma, Jr.) é o filho do rei do mundo espiritual, Enma Daioh. Geralmente ele é o responsável por julgar aqueles que morrem decidindo para aonde suas almas deveram ir, pois seus pai Enma frequentemente está viajando ou descansando em seu trono, e basicamente é Koenma que controla o mundo espiritual. Koenma propõe a Yusuke uma oportunidade de voltar a sua antiga vida, mas teria que salvar seu corpo de um fogaréu e depois receber um beijo de um humano (Keiko) para voltar a vida, ele é quem passa as missões para Yusuke como um agente espiritual. Koenma geralmente aparece como uma criança com uma chupeta em sua boca, embora afirmem que Koenma tenha pelo menos 700 anos. Ele também pode assumir a forma de um adulto bastante formoso quando ele precisa se misturar entre as pessoas que não podem saber sua verdadeira identidade - ou até para que ninguém zombe dele - e também usou essa forma no final da série para ajudar o Yusuke e os seus amigos na batalha final. Sua chupeta é um receptáculo, que Koenma constantemente impregna com sua energia espiritual. Ele usou este poder da Chupeta, chamado MaFuuKan, para salvar a vida do jovem Amanuma, e também contra Sensui, mas não funcionou.

#### Botan
Botan (ぼたん, Peony) é uma shinigami (死神 "deus da morte" ou "espírito da morte" em japonês, ou seja uma personificação da Morte) e ajudante de Koenma no mundo espiritual, ela é responsável por transportar as almas dos mortos para o submundo para receberem seu julgamento final. Botan é uma menina muito alegre e atrapalhada, e ela possui um longo cabelo azul. Botan é quem passa as missões para Yusuke seguido ordem direta de Koenma. Em todas as missões de Yusuke ela se encontra para apoiar e meter-se em encrenca. Nunca foi citado nenhum detalhe sobre seu passado: vida anterior, pais, parentes, nada.

#### Shizuru Kuwabara
Shizuru Kuwabara (桑原 靜流, Shizuru Kuwabara, Shizuka Kuwabara na dublagem brasileira) é a irmã mais velha de Kazuma Kuwabara, os dois vivem brigando, principalmente quando se trata dos estudos, ela também é uma fumante e alcoólatra. Assim como Kuwabara ela também é uma sensitiva, e pode pressentir se algo ruim esta para acontecer também pode sentir a energia de demônios. Shizuka é valente, e enfrenta qualquer situação para ajudar seus amigos, seu papel como a difícil figura materna para Kuwabara é o que o levou a desenvolver a necessidade de aprender a lutar. Ela aparece mais, na 2ª temporada (Fase Torneio das Trevas) de Yu Yu Hakusho, ela estava entre as meninas que estavam torcendo, para os rapazes do grupo de Yusuke.

#### Yukina
Yukina (雪菜) é a irmã mais nova de Hiei, embora ela não saiba que Hiei seja seu irmão. Yukina foi sequestrada por Gonzo Tarukane, e torturada para que chore, pois suas lágrimas se transformam em pedras muito preciosas. Por ser uma Youkai como seu irmão Hiei, ela é encarcerada em uma sala com amuletos mágicos de papel, e por estar na sala lacrada, Hiei nunca encontrou sua irmã, até que aparece a missão destinada a Yusuke com o objetivo de salvá-la, mas propositalmente Koenma entrega a fita da missão para Hiei, que descobre onde a sua irmã está localizada. Yukina tem cabelos verde-água, olhos brilhantes e um jeito tímido. Kuwabara sente uma forte atração por ela e paga os melhores micos para conquistá-la. Yukina é tímida e retraída, mas se solta ao lado de suas amigas Botan, Keiko e Shizuka. Yukina atualmente esta morando na casa da Mestra Genkai.
Seu nome deriva de uma figura feminina presente no folclore japonês chamada Yuki-onna.

#### Puu
Puu (ぷう, Piu na versão brasileira) é uma criatura que nasceu do ovo que havia sido entregue para Yusuke por Koenma. Puu se alimentou dos sentimentos dele e agora está ligado à vida de Yusuke. Depois que Yusuke foi morto por Sensui e revivido como um demônio, Puu se transforma em uma lendária Fênix azul.

#### Atsuko Urameshi
Atsuko Urameshi (浦飯温子, Urameshi Atsuko) é a mãe do Yusuke, e uma alcoólatra e irresponsável. Ela tem 28 anos de idade e se fizermos as contas, iremos descobrir que quando ela teve o Yusuke, tinha apenas 14 anos. Ela, na sua época de colégio, era uma sukeban (nome para as arruaceiras de escola) e ficou grávida por falta de precaução, ela se prostituía e isso fica visível no anime quando estava em um bordel bebendo com travestis. Ela também sonhou que Yusuke lutaria contra os demônios do inferno e que ele vencia todos eles. Tem menos destaque no anime do que no mangá, onde pelo menos acompanhou a luta do filho no Torneio das Trevas.

#### Jorge Saotome
Jorge Saotome (ジョルジュ 早乙女) é um ogro absurdamente estupido que é um dos subordinados de Koenma e só aparece no anime. Koenma muitas vezes culpa Jorge por todos os problemas que podem ocorrer na maioria das vezes os problemas são causados por Koenma, enquanto ele tenta agir como a voz da razão na maioria das vezes, e raramente é elogiado por isso. Mas mesmo assim, a sua burrice não tem limites.
Na Saga dos 3 Reis, ele aparece usando uma camisa com as iniciais J.S., mostrando, assim, que seu nome é Jorge, e não George.

#### Ayame
Trabalha diretamente com Koenma no departamento de Documentos do Mundo Espiritual. Também age como Guia Espiritual e Mensageira do Mundo Espiritual.

#### Misako
Ela é uma estudante do Colégio Sarayashiki, mesmo de Yusuke, Keiko e Kuwabara. Na fase em que que Yusuke estava morto, seu espírito estava ajudando Kuwabara a estudar. Porém no dia da prova Kuwabara estava para ser atacado por um grupo de baderneiros, que acaba empurrando Masako e ela desmaia. Yusuke aproveita e entra no seu corpo e dá aquela surra nos caras salvando assim Kuwabara.

#### Esquadrão de Defesa do Mundo Espiritual
Eles são o Esquadrão Especial de defesa do Mundo Espiritual. Todos são guerreiros de primeira categoria. São enviados pelo Rei  Enma para fechar o Buraco das Trevas e impedir a ressurreição de Yusuke pelo Sangue do Clã Maligno.

#### Shiori Minamino
Shiori é a mãe humana de Shuichi Minamino (Kurama). Ela é uma mãe muito amorosa, prova disso é que Kurama se apegou muito a ela (emocionalmente), ainda mais que ela o impediu de se machucar de uma queda na cozinha. Para ela se recuperar de uma doença grave, ele chegou as últimas consequências, quase entregou sua vida em troca da salvação de sua mãe.

#### Shuichi Hatanaka
Ele é o Filho do segundo esposo de Shiori Minamino, ou seja, a mãe de Kurama. Coincidentemente possui o mesmo nome humano de Kurama.

#### Jaki
Jaki é um youkai que se aloja na parte ruim do coração dos homens. Somente as pessoas ruins são possuídas por ele.

#### Diretor Takenaka
É o diretor da escola. Ele se preocupa com os alunos e realmente quer que eles tenham sucesso na vida. Considera sua missão ajudar os alunos problemáticos, mesmo quando eles não querem (é o caso de Yusuke e Kuwabara). Mantém os outros professores na linha toda vez que os pega fazendo mal aos alunos. Ele é muito justo.

#### Professor Iwamoto
Ele odeia a reputação dos meninos e os quer fora da escola. Ele se preocupa em excesso com a reputação da escola e acha que garotos como Yusuke e Kuwabara a degeneram. Ele não percebe que é tão ruim quanto os alunos que quer pegar.

#### Gangue do Kuwabara
Ookubo, Kirishima e Sawamura
São os amigos mais próximos de Kuwabara e sempre estão prontos a ajudá-lo no que precisar, mesmo que seja pra se comportarem bem.

### Saga do Detetive Espiritual

#### Masaru
Masaru é o menino salvo por Yusuke. Segundo a Botan, ele estava predestinado a ser atropelado por um carro e não sofrer nenhum arranhão sequer, seria um acontecimento milagroso... Porém Yusuke o salva e acaba morrendo no acidente!

#### Professor Akashi
Um dos professores corruptos da escola de Yusuke, Kuwabara e Keiko. Tenta fazer Ookubo perder seu emprego enganando Kuwabara para lutar e depois tentando fazê-lo tirar nota boa numa prova. Ele até apaga uma resposta do teste de Kuwabara para ele não conseguir tirar uma nota boa, mas acaba sendo descoberto pelo diretor e obrigado a corrigir a nota.

#### Sayaka
No anime, é uma inspetora que foi enviada por Koenma para vigiar Yusuke. Sua missão era investigar se as pessoas que conviveram com Yusuke desejavam realmente que ele retornasse a vida. No mangá, ela é uma alma penada muito solitária que, carente de amigos, tentava levar o garoto Shouta para o outro lado, mas, ajudada por Yusuke, passa a acompanhar ele e Botan, assumindo mais ou menos o papel que leva no anime.

#### Sakamoto
Sakamoto rouba o gato (Eikichi) de Kuwabara e o obriga a roubar umas revistas com a promessa de devolve-lo.

### Personagens do Torneio de Sucessão da Genkai
No Torneio para saber quem seria o sucesso da Mestra Genkai, há alguns personagens importantes, além do Lando, que são:

#### Mestre dos Morcegos
Ele mora na Floresta do Diabo, onde uma pessoa normal consegue entrar mas não sai com vida. Foi derrotado por Yusuke em uma das fases eliminatórias para ser sucessor de Genkai.

#### Musashi
Musashi é um dos lutadores que participam do Torneio de Sucessão da Genkai. Ele é o 4° Dan de Kendô e mestre no estilo Shinbattō. Ele possui uma espada de madeira poderosa, e lutou contra Kuwabara. Foi contra ele que Kuwabara desenvolveu pela primeira vez seu poder espiritual na forma de uma espada de energia: o Leiken (Rei-ken). Usando o seu Leiken, Kuwabara venceu Musashi.

#### Chin-pou
Um Lutador Chinês que chegou a semifinal para ser sucessor de Genkai. Porém foi derrotado por Shourin/Lando.

#### Kuroda
É um assassino perito em Facas. Na disputa para se tornar sucessor de Genkai foi derrotado por Kazemaru.

#### Kazemaru
Kazemaru é descendente de Ninjas. Ele é um assassino profissional e tem como ponto forte as técnicas ninjas.
No Torneio para sucessor de Genkai ele derrotou Kuroda porém foi vencido por Yusuke.

#### Kebanu
Kebanu é um dos lutadores que participam do Torneio de Sucessão da Genkai. Ele luta para buscar os limites de sua força, e é um Lutador que conhece várias tecnicas de combate. Na Luta as cegas, ele usou um capacete especial para enxergar a energia do oponente no escuro, e tem como característica fortalecer os músculos do braço direito tornando-o muito poderoso. É ele quem enfrenta Yusuke, que teve grandes dificuldades para vencê-lo, pois Yusuke não podia enxerga-lo, e Kebanu sim, por conta de seu capacete. Após apanhar bastante, Yusuke consegue derrotá-lo após esconder um cigarro aceso, que foi atirado no chão por Genkai, na cintura de Kebanu. Yusuke fez isso para que o cigarro servisse a ele como um sinalizador para localizar seu inimigo; assim, Yusuke consegue acertar seu Leigan, e vencer a luta.

### Saga das 4 Bestas

#### Guia do Castelo da Perdição
É um Yokai que tem o formato de um morcego com um olho gigante. Ele recebe Yusuke, Kuwabara, Hiei e Kurama no Castelo da Perdição, o Castelo Labirinto onde se encontra o Shiseiju. É ele que submete a turma ao Julgamento do Portão da Traição.

#### Monstros Cultivados
São seres que não possuem forma humana ou atividade cerebral.
Se movem lentamente e obedecem as ordens daqueles que os criaram.
Servem de alimento para Byakko e Genbu.
Atrapalharam a passagem de Kuwabara, Hiei e Kurama enquanto Yusuke lutava com Suzaku.

#### Murugu
É o passaro de estimação de Suzaku. Murugu é um fiel servo de Suzaku e dependendo da situação, também age como espião para seu dono.

### Fase Pré-Torneio das Trevas

#### Gonzo Tarukane
Gonzo Tarukane (垂金権造 Tarukane Gonzo) é o milionário ambicioso e sem escrúpulos que raptou Yukina dos Mundo das Trevas, aprisionou-a e torturou-a a fim de conseguir suas lágrimas. Possui uma mansão enorme e contratou monstros para vigiá-lo. Contratou os irmãos Toguro para fazer Yukina voltar a chorar, uma vez que ela resistia a todas as torturas. Sem saber que estava sendo traído pelos Toguro, ele foi morto pelos Irmãos Toguro depois de apostar toda sua grana com Sakyo, e perder.

#### Sakashita
Ele é o mordomo e leal serviçal de Gonzo Tarukane.

#### Helen
Faz parte da coleção de monstros de Tarukane. É um monstro criado e modificado através da Genética. Se alimenta apenas de tigres e de Leões. Foi morto por Toguro Ototo, com este usando apenas 30% de sua forca.

#### Youkai Aranha
Vive na floresta da Mansão Tarukane. Esse youkai consegue prender Botan em sua teia que é facilmente resgatada por Kuwabara. Em seguida Yusuke o Derrota com apenas um golpe.

#### Hirue
Trabalha para Gonzo Tarukane. É um youkai sem escrúpulos que vendeu sua alma aos humanos em troca de dinheiro e poder.

#### Miyuki
Ela é o 1° Demônio da Organização Fantasma a enfrentar Yusuke e Kuwabara. Ela usa os fios de seus cabelos como armas. Durante a Luta com Yusuke é revelado que ela é uma mulher transexual.

#### Inmaki
É o 2° Demonio da Organização Fantasma.
Possui o manto da invisibilidade, grande agilidade e velocidade.

#### Gokumonki
É o 3° demônio da Organização Fantasma. É um covarde e usa Botan como escudo contra Yusuke e Kuwabara. Porém Yusuke encontra um meio de libertar Botan e assim ele e Kuwabara derrotam esse Youkai.

### Torneio das Trevas

#### Capitão
Ele é o Capitão do Navio que levou Yusuke e sua turma para a Ilha das Trevas. Durante a viagem, ele a mando de Sakyo, organiza uma pequena disputa pela última vaga no Torneio das Trevas em alto mar mesmo. A Equipe Urameshi derrota todos os Youkais presentes no navio.

#### Cambista
Na primeira fase do Torneio das Trevas ele tenta vender ingressos ao Koenma e elogia as garotas que são suas acompanhantes. Já na segunda fase do Torneio ele "leva uma volta" de Botan, Keiko, Yukina e Shizuru que pegam os ingressos e conseguem entrar no Torneio sem pagá-lo.

#### Kairen
Quando Toguro e Genkai eram companheiros de luta, Kairen era o grande vencedor do Torneio das Trevas e considerado o N° 1 nas artes militares. Ele liderou um grupo de Monstros que atacou os discípulos de Toguro.  Na época ele aproveitou para convidar Toguro para participar do Torneio das Trevas e matou todos os seus subordinados. Ele fez isso para mostrar a grandeza de sua força a Toguro.

#### Koto e July
São as duas locutores e árbitros do Torneio das Trevas. Koto (小 兎) é uma youkai raposa de 14 anos, que foi juíza da primeira parte do Torneio das Trevas, ela é quase sempre muito alegre, e aparentemente, adora ver tortura e dor mas tem um problema a Koto as vezes foge da arena quando um dos competidores vai usar uma de suas tecnicas mortais(por exemplo as chamas negras mortais de Hiei). July (樹 里) é uma youkai anfíbia de 15 anos, ela é juíza na semifinal do Torneio das Trevas, ela é alegre durante todas as lutas e leva seu trabalho muito a sério, sabendo todas as regras de cor, seu único defeito é que ela fica com medo algumas vezes durante as lutas no ringe, por isso que ela não aparece com tanta frequência quanto a Koto.

#### Ruka
Ruka (瑠架) é a enfermeira que aparece no Torneio das Trevas. Capaz de criar poderosas Barreiras Malignas, é ela quem prende o Hiei e a Genkai (Mascarada) em sua barreira, que é quase impossível de quebrar. Tudo numa jogada suja da Direção do Torneio para desfalcar o Time Urameshi e Favorecer o Time Mashoutsukai.

#### Yatsude
Ele é o Primeiro Youkai que Hiei e Kurama derrotam juntos. Yatsude adora devorar os humanos, porém também consome outros demônios inferiores a ele.

#### Lacube
Ele atacou Yusuke na Floresta nas proximidades do Estádio. Tentou sem sucesso matar Yusuke que foi salvo pelo líder do Time Makaikyosenchi.

#### Mestre Mitamura
Ele é o mestre de En, Ryou e Kai. Estranhamente ele adoeceu e para cura-lo, os seus discípulos acabaram caindo na conversa do Dr. Itigaki.

#### Gatasbal
Uma criatura de Aço criada pelo Dr. Itigaki. Ele possui braços extensíveis e uma proteção que inutiliza até mesmo os golpes de Hiei. Atacou Kurama e Hiei quando eles rumavam para o estádio.

#### Lacube
Ele atacou Yusuke na Floresta nas proximidades do Estádio. Tentou sem sucesso matar Yusuke que foi salvo pelo líder do Time Makaikyosenchi.

#### Time Makaikyosenchi
Todos Foram Mortos por Toguro Ototo no Torneio das Trevas.

#### Time Gorenja
Grupo que enfrenta o time Toguro na sem-final. Seu nome é baseando no Super Sentai Go Rangers.

##### Akarenja
É a que esta vestido de vermelho.Foi derrotado por Toguro Ani. Apesar disso, não abaixou a cabeça e prometeu que se não morresse ali, um dia se vingaria. Acabou morto por Toguro que mentiu em poupá-lo.

##### Aorenja
É o que veste azul. Após o Terrível ataque de Toguro Ani, Aorenja fica entre a vida e a morte e suplica pela sobrevivência, porém Toguro acaba por matá-lo por desprezar sua atitude.

##### Momorenja
A que veste rosa e a única garota do grupo. Lutou contra Toguro Ani usando um golpe combinado com seus aliados Aorenja e Akarenja: o Golpe Mortal Triplo. Acabou morta logo de cara.

##### Kirenja
O que se veste de cinza. Lutou contra Bui, que o venceu facilmente com seu machado gigante.
Midorenja
O que se veste de verde. Lutou contra Karasu na Semi-Final do torneio das Trevas. Possui um ataque que se resume em reunir energia espiritual formando uma bola de ácido. Foi derrotado facilmente por Karasu.

### Saga do Sensui

#### Sombra Gigante/Monstro Yaminade
Yaminade é um monstro que possui "Mãos Sombrias" e que transfere o espaço dimensional para qualquer lugar. Pertence a uma tribo rara e manipula os monstros de categoria inferior usando-os como escravos. Itsuki pertence a essa Tribo e controla o Sombra Gigante a quem usa como seu "Monstro de Estimação". Ele engole Kurama, Hiei, Kuwabara e Mitarai para que assim, eles não interfiram na luta entre Sensui e Yusuke.

#### Yuu Kaito
Yuu Kaito (海 藤 優, Kaito Yū) é um ser humano que estudava na mesma escola que Shuichi Minamino (Kurama) e era um gênio, mas ele era sempre superado por Shuichi em todas as coisas que fazia. Ele desenvolve poderes sobrenaturais, como resultado do buraco aberto por Shinobu Sensui que liga o mundo dos humanos ao mundo dos demônios. Seu poder esta relacionado à capacidade de remover a alma de uma pessoa ao falar alguma palavra proibida (escolhida por ele mesmo) dentro de seu território, além do poder de impedir os movimentos hostis dentro do mesmo território. Ele procura por Genkai, quando suas habilidades começam a se manifestar.

#### Mitsunari Yanagisawa
Mitsunari Yanagisawa (柳 沢 光 成, Yanagisawa Mitsunari) é um ser humano que desenvolve poderes sobrenaturais, como resultado do buraco aberto por Shinobu Sensui que liga o mundo dos humanos e o mundo dos demônios. Seu poder é a habilidade de copiar a aparência, memória, atributo, habilidade e impressão espiritual de qualquer um que ele tenha tocado. Ele procura por Genkai, quando suas habilidades começam a se manifestar.

#### Asato Kido
Asato Kido (城 戸 亜 沙 斗, Kido Asato) é um ser humano que desenvolve poderes sobrenaturais, como resultado do buraco aberto por Shinobu Sensui que liga o mundo dos humanos e o mundo dos demônios. Sua habilidade é de bloquear os movimentos de seu oponente pisando em sua sombra, ele também pode fazer com que a sua sombra se mova independente do seu corpo. Ele procura por Genkai, quando suas habilidades começam a se manifestar.

### Saga dos 3 Reis

#### Chikou
Chikou é o mercador de escravos do Mundo das Trevas que fez de Mukuro sua escrava sexual e ela com menos de um ano, já era usada como brinquedinho por ele.

#### Kuda Kusushi
Ela é uma ancestral de Yusuke, viveu em uma época em que os demônios tinham ligação comum com os homens, pois não havia uma barreira para separar os dois mundos. Ela era magra e pálida e exalava um cheiro especial de magia. Kuda era Budista e tinha o Poder da Cura, ela ingeria venenos e vírus para produzir a imunidade dentro do próprio corpo. Assim ela usava seu sangue ou a sua carne como remédios para curar as doenças. Foi por causa dela que Raizen decide não consumir mais carne Humana.

#### Kurouko Sato
Kurouko é uma antiga Detetive Sobrenatural que abandonou o cargo pois queria constituir família. Embora tenha conseguido realizar seu desejo, as vezes é surpreendida com os ataques de alguns monstros das trevas. Genkai aconselhou Yusuke a procurar por ela para encontrar certas respostas... Foi ela quem sugeriu que Yusuke partisse para o Mundo das Trevas para encontrar seu verdadeiro caminho.

#### Shogo Sato
Esposo de Kurouko e pai de Fubuki e Kaisei. Ele é escritor e nas horas também é adivinho.

#### Kaisei
Filho de Kurouko e Shogo, ele luta ao lado da irmã Fubuki. Seu maior desejo é se tornar Detetive Sobrenatural e seguir os passos de sua mãe.

#### Fubuki
Filha de Kurouko e Shogo. Ela e seu irmão impedem que os monstros das trevas invadam a sua casa. Junto com seu irmão ela adotou o nome Sanada de sua mãe, pois considera o nome Sato de seu pai muito simples

#### Lui
Lui era amiga de Hina e foi obrigada a se Livrar de Hiei quando ele nascera. No entanto, ela o faz contra a sua vontade pois gostava muito de sua amiga. Ela pede que um dia Hiei retorne ao País do Gelo e que a mate em primeiro Lugar. É ela quem cuida de Yukina e lhe fala sobre seu irmão gêmeo. Antes de jogar Hiei do precipício ela lhe entrega a sua jóia gerada pela lágrima de sua amiga Hina.

#### Hina
Hina é a mãe de Hiei e Yukina. Contrariando as Leis de seu País ela se envolve com alguém do sexo oposto. Gerando assim um menino, que seria uma "criança impura" e traria desgraça ao seu país. Por isso sua punição foi a sua morte e a de seu Filho (Hiei). Yukina foi a única que foi poupada pelas mulheres do País do Gelo.

#### Matriarca do País do Gelo
Ela segue fielmente as leis de seu país. Segundo as leis quem tiver relações com homens trará a criança impura e uma grande desordem ao seu País. É ela quem manda Lui jogar Hiei, que ainda era um bebê, no Precipício e também ordena a morte de Hina.

#### Sasuga
Ela lutou no Torneio de Unificacao das Trevas no Bloco ao lado do Bloco 8, o bloco de Linku, todos os amigos dela que participaram do Torneio do Makai perderam e só ela foi finalista. Linku foi o adversário seguinte de Sasuga. Porém, Linku acaba se apaixonando perdidamente por ela.

#### Nekotama
Ele foi adversário de Yusuke no Torneio do Makai. Tem o poder de Aumentar o tamanho de seu corpo e usa as suas garras como armas, fazendo com que elas cresçam de acordo com a sua vontade.

#### Youkai Assassino
Ele foi contratado por Kurama Youko para matar Yomi que vinha agindo contra a vontade de dele... Nessa época Yomi era Jovem e Kurama era o líder do bando de youkais que roubavam tesouros no Mundo das Trevas. Yomi acaba caindo em uma armadilha onde tem que se confrontar com ele, porém ele só consegue tirar a  visão de Yomi que consegue acertar um golpe nele em seguida. Ele vai embora dizendo as seguintes palavras: A vida é mais Importante que a Renumeração. Mil anos mais tarde Yomi reúne ele e Kurama e o faz confessar quem teria o contrato para aquele serviço que tirou a sua visão.

#### Exercito de Mukuro

##### Shigure
Shigure (時雨) é o cirurgião estético do Makai que implantou o Jagan (terceiro olho) em Hiei. Devido ao fato do Jagan fazer com que a energia maligna do paciente volte ao nível mais baixo, Hiei não podia sair por aí e arriscar ser morto por um Youkai mais poderoso, por isso, para se recuperar da cirurgia e recuperar um pouco da energia, ficou um tempo com Shigure, o qual o ensinou nesse meio tempo as artes básicas da espada.
Shigure aceita ou não o pedido de cirurgia dos seus pacientes, baseando-se pela atração que sente pela história deles. Se houver interesse de sua parte pela história de vida do paciente, Shigure faz a cirurgia, caso contrário, ele nega. O preço que ele cobra por suas cirurgias é uma parte da vida do paciente. No caso de Hiei, teve de prometer que após encontrar a irmã com o Jagan, jamais deveria revelar que era seu irmão.
A arma que Shigure usa chama-se Rinka Enrekito, uma espada circular feita de chifres de touros do Makai. Uma arma que une o poder de corte de uma espada ao poder destrutivo de um machado.
Após implantar o Jagan em Hiei, Shigure se torna um comandado de Mukuro.

##### Kirin
Foi o braço direito de Mukuro durante 250 anos. Depois, perdeu o posto para Hiei, assumindo o 3º lugar na hierarquia. Segundo um gráfico mostrado no Anime e no Mangá, dos antigos imediatos dos Três Reis que governavam o Mundo das Trevas, Kirin era disparado o mais forte.

##### Zakuro
Zakuro aparece mais ativamente no Mangá, aparatemente é um "subordinado" de Mukuro que participa do Torneio para Unificação do Makai. No mangá ele desafio Yusuke, já no anime ele aparece no último episódio conversando com Kirin sobre a verdadeira força de Mukuro.

#### Exercito de Yomi

##### Kara
Kara é um dos subordinados de Yomi. Ele age também sobre os comandos de Shachi. Seguindo ordens, ele vai até o Mundo dos Homens e "possui" o Corpo de Shuichi Hatanaka, para chantegear e ao mesmo tempo, vigiar Kurama.

##### Shura
Shura é o Filho de Yomi, luta bravamente contra o Pai no Torneio para Unificação do Mundo das Trevas. Porém perde e reconhece sua derrota perante os argumentos de Yomi.

##### Youda
Durante centenas de anos foi o fiel conselheiro de Yomi, responsável pelas pesquisas do reino Gandara. No entanto, após o desmatelamento do reino, Yomi o libera e Youda resolve trabalhar como comentarista no Torneio da Unificação do Mundo das Trevas.

##### Mensageiros do Reino Gandara
Eles são mensageiros subordinados de Yomi. Vão até o Mundo dos Homens entregar uma mensagem a Kurama. A mensagem na verdade, era uma convite de Yomi para Kurama se aliar ao seu reino, na possível guerra que se aproximava com a morte de Raizen. Após concluída sua missão os três mensageiros desaparecem na escuridão da noite.

##### Shachi
Ele era o braço direito de Yomi , seguindo a hierarquia no reino de Gandara. Shachi tinha profunda admiração e respeito por Yomi. No entanto, era relapso, tratava os outros como lixo e se achava superior dos demais. Adqüiriu um grande ódio por Kurama e tentou matá-lo, mas acabou surpreendido pela forma Youko de Kurama e acabou sendo morto.

#### Amigos do Raizen

##### Enki
Enki é o perceiro de luta do Raizen - quando ambos eram mais novos - que participa, e vence, o Torneio de União do Mundo das Trevas, promovido pelo Yusuke. Assim, de acordo com as regras, ele ganha três anos de mandato como Rei do Makai, e sua primeira vontade é que não se perturbem os seres humanos.

##### Saizo
Saizo aparece após a morte de Raizen. Ele visita seu Túmulo junto aos seus amigos, todos eram antigos companheiros de Luta do Raizen. Na classe eliminatória do Torneio para Unificação do Mundo das Trevas, ele é o vencedor do Bloco 29.

##### Shuu
Antigo companheiro de Luta de Raizen, Shuu reapareceu após a morte do Amigo para velar seu corpo junto dos demais antigos companheiros... Durante o Torneio do Makai venceu a primeira etapa no Bloco 64.

##### Tetsusan
Antigo companheiro de Luta de Raizen, participou do Torneio do Makai e ganhou a primeira etapa no Bloco 11. Assim como seus companheiros ele se escondia no Mundo das Trevas ocultando sua verdadeira força!

##### Denho
Um antigo Companheiro de Raizen que apareceu após sua morte e participou do Torneio para Unificação do Makai. Foi o Vendcedor do Bloco 26 na primeira eliminatória do Torneio.

##### Kujou
Kujou é um dos antigos amigos e parceiros de treino de Raizen. Ele é irmão gêmeo de Natsume. Após a morte de Raizen, ele aliou com Yusuke e participou do Torneio do Makai onde lutou contra o Touya.

##### Natsume
Natsume é uma lutadora pacifica e possui grande poder embora não aparente. Ela é irmã gêmea de Kujou, e ambos também foram amigos de Raizen no passado. Ela acaba se tornando a grande paixão de Tyiu. Durante o Torneio para Unificação do Mundo das Trevas vence Tyiu no bloco 97, ela se confronta com Mukuro em uma das etapas eliminatórias e perde.

##### Souketsu
Souketsu é um Youkai de classe S, ex-amigo e parceiro de treino de Raizen. Ele aparece com o restante de velhos amigos de Raizen para realizar uma cêrimonia em seu Túmulo. Depois participa do Torneio do Makai onde venceu no bloco 85, depois ele luta contra Jin e o derrota, sua luta seguinte é contra Shuu.

##### Kokou
Kokou era uma amiga de Raizen e assim como Enki sua companheira de luta. Ficou muito abalada com a morte de Raizen e revelou ser casado com Enki. Prometeu a Enki que participaria do Torneio no Makai para valer, mesmo que tivesse que lutar contra ele. Venceu o bloco 77, lutou contra Natsume no Torneio em uma das eliminatórias para unificação do Mundo das Trevas e perdeu.

#### Exercito de Raizen

##### Touou
Touou é um dos subordinados de Raizen. Assim como Hokushin e Seitei, viajou ao Mundo dos Homens para falar com Yusuke sobre a aproximação da Guerra no Mundo das Trevas.

##### Seitei
É um dos subordinados de Raizen. Viajou ao Mundo dos Homens junto a Hokushin e Touou para falar com Yusuke sobre a Guerra no Mundo das Trevas e a situação de Raizen.

##### Hokushin
Hokushin é o braço direito de Raizen, um Youkai muito confiável e querido pelo seu Rei. Possui o corpo mais flexível de todo o Mundo das Trevas. Ele foi responsável por treinar Yusuke no Mundo das Trevas, para torná-lo mais forte do que a si próprio, o que realmente aconteceu em apenas um ano. Após a morte de Raizen, proclamou Yusuke Urameshi como Rei de seu Reino. No entanto, depois de sua derrotado no Torneio da Unificação do Makai, Yusuke prefere voltar para o Mundo dos Humanos, deixando o reino de Raizen sob os cuidados de Hokushin.

### Somente no Mangá

#### Maya Kitajima
É a colega de classe de Shuichi Minamino (nome humano de Kurama)que é apaixonada por ele.

## Personagens dos Filmes/OVAs

### O Rapto de Koenma

#### Kotennyo
Ela é o motivo da raiva que Koashura alimenta por Koenma. No passado, Kotennyo havia trocado Koashura por Koenma.

#### Vilões/Antagonistas

##### Garuga
O grande vilão do curta. Ele é um Youkai poderoso que sequestrou Koenma. Fingiu ser servo de Koashura para conseguir o Carimbo de Ouro, o símbolo do poder do domínio no Mundo Espiritual.

##### Koashura
Koashura teve grande responsabilidade no caso do Sequestro de Koenma. Tudo para ele se resumia a uma grande vingança contra o Koenma.

##### Shoubi
É um Capanga de Garuga. Seu forte é o ataque aéreo. Tentou roubar o Carimbo de Ouro mas tombou frente a espada de Hiei.

##### Jugan
Um youkai tenebroso que se camufla nas árvores. Foi derrotado por Kurama.

##### Yasha
Yasha é um perigoso youkai procurado pelo Mundo Espiritual. Ele havia assumido a identidade de Garuga para enganar Koashura.

### Filme -Yū Yū Hakusho: Meikai Shitō Hen – Honō no Kizuna

#### Hinageshi
Ela é uma guia do Mundo Espiritual e mora no templo Kasane. Hinageshi possui um vasto conhecimento sobre o Meikai, o Mundo de Hades.

### Kuronue/Corvo Negro
Companheiro de empreitadas de Yoko Kurama na sua época de ladrão. Morreu após cair em uma armadilha quando fugiam de um palácio no Mundo das Trevas. Aparentemente faz parte do exército de Yakumo, mas a sua imagem estava sendo usada por Kaiki.

#### Vilões

##### Lord Yakumo
O vilão do filme. Ele é o grande soberano do Meikai, e pretende transformar o Mundo dos Homens no novo Mundo de Hades

#### Majari
Ele é mestre da "Técnica dos Espelhos". Lutou contra Kuwabara e copiou a sua Leiken.

#### Irmãos Zuirin
A Dupla que atacou Hiei quando este rumava para um dos portais espirituais. Lutam agilmente com seus golpes combinados.

#### Laigou
Diferente de Hiei, Laigou é Mestre do Jagan por natureza. Consegue despertar o lado obscuro dos adversários e controlá-los através de seu olho diabólico.

#### Kaiki
Ele controla Ilusóes Malévolas. Tenta derrotar Kurama com jogos mentais, disfarçando-se de Kuronue.

## Receptividade e Popularidade dos Personagens
O jeitão Bad Boy de Yusuke Urameshi e seus colegas estavam em sinergia com a mentalidade adolescente do final da década de 1990, provando-se um verdadeiro sucesso de carisma. Por isso, eles aparecem sempre bem ranqueados em enquetes realizadas por revistas especializadas em anime. Apesar de Yusuke Urameshi ser o personagem principal da série, ele perde em popularidade para os personagens Hiei e Kurama.
No Brasil, nesta mesma época, a Revista Animax tinha um espaço chamado “Casal Animax”, onde os fãs elegiam seus personagens favoritos. Por um bom tempo o personagem Kurama Youko predominou entre a preferência dos leitores da revista. O sucesso da série motivou até uma limitada linha de bonecos dos personagens, produzida pela Brinquedos Estrela.
Abaixo segue a lista de "prêmios" recebidos pelos personagens:
| Ano  | Personagem      | Prêmio                                   | Categoria/Enquete                                  | Ranking       | Ref.  |
| ---- | --------------- | ---------------------------------------- | -------------------------------------------------- | ------------- | ----- |
| 1993 | Yusuke Urameshi | Revista Animage - Anime Anime Grand Prix | Mais Popular Personagem Masculino de Anime do Ano  | 13a colocação | [ 1 ] |
| 1993 | Kurama          | Revista Animage - Anime Anime Grand Prix | Mais Popular Personagem Masculino de Anime do Ano  | 3a Posição    | [ 1 ] |
| 1993 | Hiei            | Revista Animage - Anime Anime Grand Prix | Mais Popular Personagem Masculino de Anime do Ano  | 1a Posição    | [ 1 ] |
| 1993 | Botan           | Revista Animage - Anime Anime Grand Prix | Mais Popular Personagem Feminina de Anime do Ano   | 7a colocação  | [ 1 ] |
| 1994 | Yusuke Urameshi | Revista Animage - Anime Anime Grand Prix | Mais Popular Personagem Masculino de Anime do Ano  | 10a colocação | [ 2 ] |
| 1994 | Kurama          | Revista Animage - Anime Anime Grand Prix | Mais Popular Personagem Masculino de Anime do Ano  | 1a Posição    | [ 2 ] |
| 1994 | Kurama Yoko     | Revista Animage - Anime Anime Grand Prix | Mais Popular Personagem Masculino de Anime do Ano  | 16a Posição   | [ 2 ] |
| 1994 | Hiei            | Revista Animage - Anime Anime Grand Prix | Mais Popular Personagem Masculino de Anime do Ano  | 2a Posição    | [ 2 ] |
| 1994 | Botan           | Revista Animage - Anime Anime Grand Prix | Mais Popular Personagem Feminina de Anime do Ano   | 8a colocação  | [ 2 ] |
| 1995 | Yusuke Urameshi | Revista Animage - Anime Anime Grand Prix | Mais Popular Personagem Masculino de Anime do Ano  | 8a colocação  | [ 3 ] |
| 1995 | Kurama          | Revista Animage - Anime Anime Grand Prix | Mais Popular Personagem Masculino de Anime do Ano  | 1a Posição    | [ 3 ] |
| 1995 | Hiei            | Revista Animage - Anime Anime Grand Prix | Mais Popular Personagem Masculino de Anime do Ano  | 3a Posição    | [ 3 ] |
| 1995 | Botan           | Revista Animage - Anime Anime Grand Prix | Mais Popular Personagem Feminina de Anime do Ano   | 11a colocação | [ 3 ] |
| 2005 | Kurama Yoko     | Site About.com - Anime Award Show        | Melhor Personagem Coadjuvante                      | 1a Posição    | [ 4 ] |
| 2007 | Mestra Genkai   | Oricon                                   | Melhor Mestre/Instrutor de Anime                   | 5a Colocação  | [ 5 ] |
| 2010 | Yusuke Urameshi | Revista Newtype                          | Melhor Personagem Masculino de Anime dos anos 1990 | 6a colocação  | [ 6 ] |
| 2010 | Kurama          | Revista Newtype                          | Melhor Personagem Masculino de Anime dos anos 1990 | 3a Posição    | [ 6 ] |
| 2010 | Hiei            | Revista Newtype                          | Melhor Personagem Masculino de Anime dos anos 1990 | 5a Posição    | [ 6 ] |
| 2013 | Irmãos Toguro   | Site/Canal Nico Nico Douga               | Qual é o vilão antigo favorito da Shounen Jump?    | 8a colocação  | [ 7 ] |
| 2013 | Shinobu Sensui  | Site/Canal Nico Nico Douga               | Qual é o vilão antigo favorito da Shounen Jump?    | 14a colocação | [ 7 ] |